# Gadbjerg (plaats)
Gadbjerg is een plaats in de Deense regio Zuid-Denemarken, gemeente Vejle. De plaats telt 786 inwoners (2018).
Gadbjerg ligt 7 kilometer ten westen van Jelling, 21 kilometer ten noordwesten van Vejle en 18 kilometer ten noordoosten van Billund. De plaats valt binnen de parochie van Gadbjerg (Deens: Gadbjerg Sogn).

## Kerk
De kerk van Gadbjerg (Deens: Gadbjerg Kirke) is gebouwd rond 1200 en was gewijd aan de heilige Laurentius. Het romaanse koor en schip zijn later aangevuld met een gotische toren. Het doopvont dateert uit circa 1575. Het altaarstuk, dat rond 1600 is gemaakt, is een kopie van een werk van Leonardo da Vinci. De preekstoel dateert uit eind 19e eeuw. In de kerk hangt een scheepsmodel Håbet.
- Library of Congress Control Number: n80008948
- Nationale Bibliotheek van Israël: 987007559644705171
- Virtual International Authority File: 140713250